# Stamnodes gaudialis
Stamnodes gaudialis är en fjärilsart som beskrevs av Louis Beethoven Prout 1923. Stamnodes gaudialis ingår i släktet Stamnodes och familjen mätare. Inga underarter finns listade i Catalogue of Life.